# 曹宮伯
曹宮伯（？—？），即姬侯，為春秋諸侯國曹國君主之一，為曹國第四任君主。他為曹仲君兒子，承襲曹仲君擔任該國君主。